# Romașkî, Kompaniivka
Romașkî (în ucraineană Ромашки) este un sat în comuna Vînohradivka din raionul Kompaniivka, regiunea Kirovohrad, Ucraina.

## Demografie
Componența lingvistică a localității Romașkî
     Ucraineană (77,34%)
     Română (11,72%)
     Maghiară (6,25%)
     Rusă (4,69%)
Conform recensământului din 2001, majoritatea populației localității Romașkî era vorbitoare de ucraineană (77,34%), existând în minoritate și vorbitori de română (11,72%), maghiară (6,25%) și rusă (4,69%).